# Торгівля в реальному часі
Торгівля в реальному часі (англ. Real Time Bidding, англ. RTB) — технологія в індустрії онлайн-реклами, що являє аукціон рекламних оголошень у реальному часі. Базується на протоколі IAB OpenRTB.
Згідно досліджень, витрати на цифрову рекламу в реальному часі (RTB) мали досягти $23,5 млрд у США 2018 року порівняно з витраченими $6,3 млрд 2014-го.

## Учасники
- Supply Side Platform (SSP) — рекламна мережа, що надає в аукціоні місця для показів реклами (продавець)
- Demand Side Platform (DSP) — рекламна мережа, що надає в аукціон рекламу — відео, банери тощо (покупець)
- Data Management Platform (DMP) — постачальник даних про користувачів
- Agency Trading Desk — платформа, яка допомагає рекламодавцям ефективніше купувати аудиторію великими обсягами в цифрових засобах масової інформації.
- Publisher — власник сайту.

## Статистика

### Розміри ринку
- Розмір ринку реклами 2011 року, що продається за моделлю Real Time Bidding, склав $1.26 млрд
- Прогноз розміру ринку реклами, що продається за моделлю Real Time Bidding до 2015 року — $6.5 млрд

### Частка показів
- Частка показів 2011 року реклами, проданої за моделлю RTB, в загальній кількості показів склала 8 %
- Частка показів до 2015 року — 26 %

## Технологія

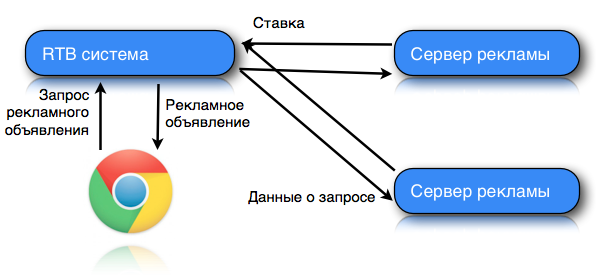
Технологія RTB

Система (рекламна мережа, рекламна біржа), яка надає послугу Real Time Bidding при отриманні запиту на показ реклами перед тим як віддати оголошення робить наступне.
1. Відвідувач заходить на сайт видавця (Publisher).
2. Браузер відправляє запит на показ реклами відвідувачеві в SSP.
3. На основі даних про відвідувача (збираються з cookies браузера), геолокації, часу його відвідування і параметрах доступною рекламної площі (розмір, тип банера), SSP класифікує запит за максимальним числом параметрів для формування лоту для продажу на RTB-аукціоні. Наприклад, відомо, що відвідувач сайту видавця — киянка, що цікавиться ядерною фізикою.
4. SSP віддає інформацію про запит і користувача системам рекламодавців (рекламних мереж). Зацікавлені рекламодавці через DSP роблять ставки на лот. Для отримання додаткових відомостей про відвідувача, DSP запитують дані на біржі таргетингової даних DMP, які допомагають доповнити портрет відвідувача і точніше визначити цінність виставленого лота. DMP доповнив портрет відвідувача інформацією про вік: 18-24 роки
5. Серед отриманих ставок SSP вибирає найвищу, тим самим визначаючи переможця аукціону, і дисконтує її. Наприклад, до мінімально необхідної для перемоги в аукціоні або до другої максимальної ставки (алгоритм «аукціону другої ціни»). Припустімо, що на виставлений лот надійшло три ставки: 10, 20 і 30 центів. Аукціон виграє рекламодавець, який зробив ставку в 30 центрів, але покупка лота відбувається за вартістю 20 центів.
6. Рекламні матеріали переможця передаються SSP, який, в свою чергу, передає їх браузеру користувача
7. Відвідувач сайту видавця бачить рекламу рекламодавця, що виграв лот. Панянка бачить рекламу від іранського постачальника урану.

Слід звернути увагу на те, що всі ці операції відбуваються між отриманням запиту і відповіддю на нього, тобто в процесі завантаження сторінки в браузер користувача.

#### Співвіднесення користувачів між DSP і SSP
Для того, щоб DSP могли ефективно робити ставки в аукціонах, необхідно заздалегідь (до аукціону) співвіднести ідентифікатори (cookies) користувачів в двох системах. В результаті на одній зі сторін (або на обох сторонах одночасно) зберігається таблиця відповідності користувачів.
| Приклади    | Зберігання на боці SSP | Зберігання на боці DSP |
| ----------- | --- | --- |
| ініціює SSP | 1. SSP викликає dsp.com (наприклад, через піксель) 2. dsp.com перенаправляє запит на ssp.com і передає DSP ID 3. ssp.com отримує запит з DSP ID і зберігає його | 1. SSP викликає dsp.com (наприклад, через піксель) і передає SSP ID 2. dsp.com отримує запит з SSP ID і зберігає його                |
| ініціює DSP | 1. DSP викликає ssp.com і передає DSP ID 2. ssp.com отримує запит з DSP ID і зберігає його                                                                      | 1. DSP викликає ssp.com 2. ssp.com перенаправляє запит на dsp.com і передає SSP ID 3. dsp.com отримує запит з SSP ID і зберігає його |

## Технічні відмінності від традиційних технологій
У традиційних підходах, як ми знаємо, рекламні системи не проінтегровані між собою, тому обробка запиту відбувається послідовно. Завдання рекламної мережі в цьому випадку — не вибір рекламного оголошення з максимальною економічною ефективністю, а використання виділених вручну лімітів із заданими частотами. Оптимізація ефективності компанії виробляється в цих випадках вручну командами рекламних агенств або алгоритмами серверів власників сайтів (які в більшості випадків зацікавлені тільки в економічній ефективності для власника).
Крім того, традиційні підходи призводять до суттєвих затримок у постачанні реклами, складним і неочевидним схемами перенаправлень запитів у випадках якщо мережа не готова обслуговувати показ тощо.
Перехід до Real Time Bidding вимагає від мереж таких кроків:
- Схема роботи в ідеології RTB повинна займати мінімальну кількість часу, тому до інфраструктури пред'являються підвищені вимоги.
- Мережі повинні реалізувати механізми інтеграції з RTB-системою.
- Система працює найбільш ефективно в разі, коли по будь-якому запиту є технічна можливість ідентифікувати значну кількість параметрів, що відносяться до користувача (історія запитів, соцдем, географія, дані по ретаргетінгу). Це вимагає від RTB системи можливості ці дані надати (зазвичай за рахунок підключення до бірж і агрегаторів таргетингової даних), а від сервера мережі можливості проаналізувати ці дані і зробити ставку.

## Економічні наслідки появи RTB на ринку медійної реклами
Основні переваги RTB-підходу полягають в економічній складовій. Саме вони змушують мережі і рекламні агентства вводити до свого портфелю пропозиції RTB медійної реклами, незважаючи на істотні технічні складності. Ця технологія приносить вигоди всім учасникам ринку:
- Рекламодавцям RTB дозволяє знизити втрати на покази нецільовій аудиторії і тим самим підвищити конверсію й ефективність кампаній. Крім того, з'являються зовсім нові можливості по типам кампаній (наприклад ретаргетинг)
- Паблішерам (сайтам) технологія дозволяє продавати кожен показ найбільш ефективно, залежно від відвідувача й доступних оголошень.

## Вплив RTB на традиційний ринок рекламного інвентарю
З появою Real Time Bidding на західному ринку з'явилося гасло, пов'язане з поведінкою рекламодавців: «Buy audience instead of inventory». У перекладі це означає, що рекламодавці переходять від покупки показів на конкретних сторінках конкретних сайтів до покупки показів людям з їх цільової аудиторії, незалежно від того, де ці покази відбуваються (з деякими особливостями, пов'язаними в основному з brand safety).
Через RTB традиційне сегментування ринку рекламного інвентарю поступово стає неактуальним. Поділ на premium і remnant інвентар втрачає сенс, оскільки показ тепер продається без жорсткої прив'язки до місця, але з прив'язкою до персони, якій показується реклама. Що, в свою чергу, веде до підвищеного попиту на анонімні дані про користувачів прив'язаних до cookie.
Ріст попиту на дані призвів до появи сервісів нового покоління — бірж і агрегаторів таргетингової даних. Вони дозволяють майданчикам монетизувати свої дані про відвідування, а рекламодавцям і рекламним агентствам купувати великі пули цільової аудиторії окремо від показів, значно збільшуючи ефективність або знижуючи вартість своїх рекламних кампаній.